# ルードハン城

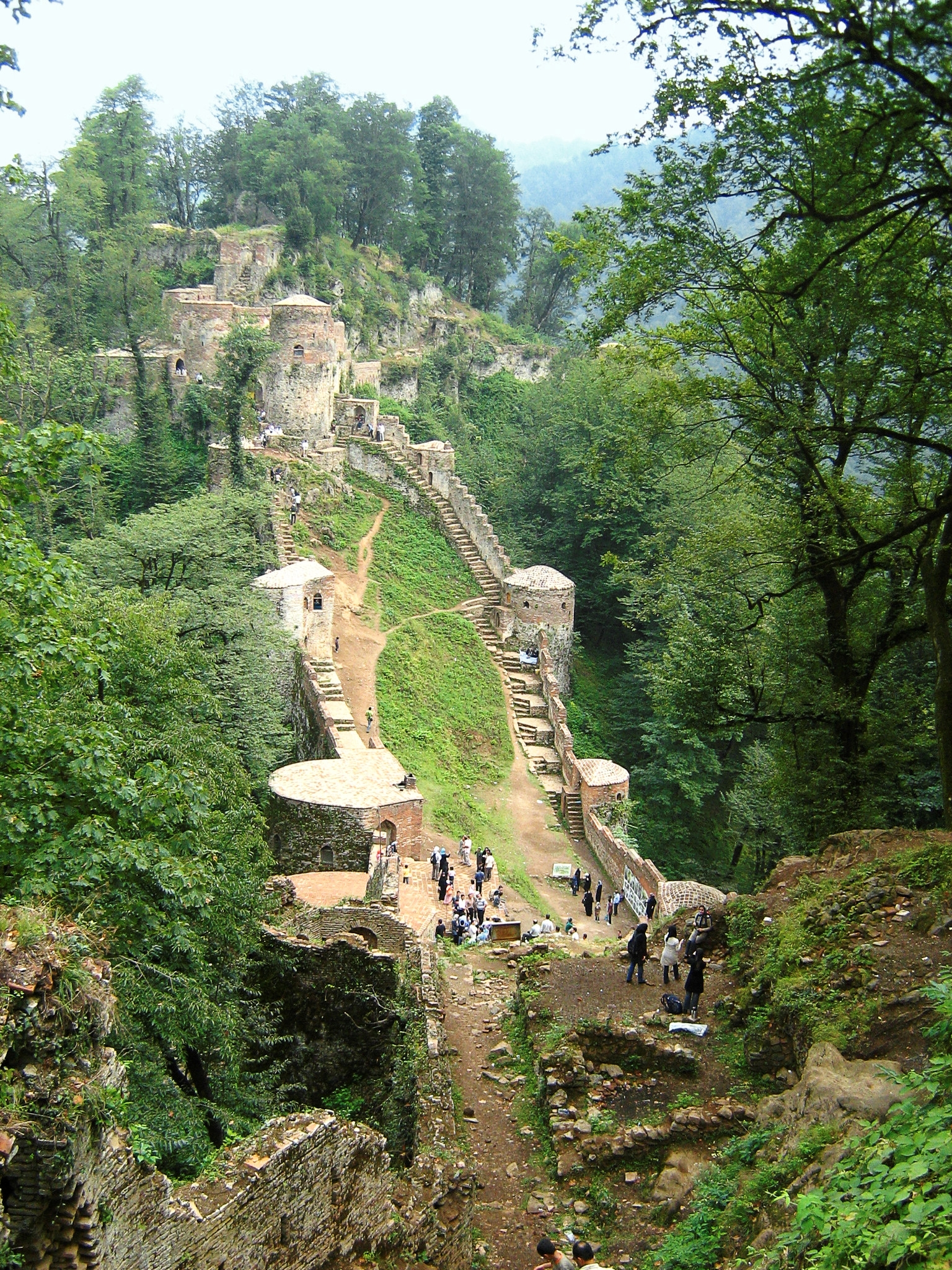
ルードハン城

ルードハン城（ペルシア語: قلعه رودخان, ラテン文字転写: Qale-ye Rood-khan）は、イラン北部ギーラーン州フーマン市から南西25kmの位置にある煉瓦と石造りの中世の城である。
セルジューク朝時代に要塞としてイスマーイール派の支持者により建設された。しかしサーサーン朝時代に建てられたという説もある。砦は自然の地形を利用して海抜665と715mの二つの山頂に全長1550mに渡って建てられ、50,000平方メートルの広さを占める。強靭な防御力と攻撃力を備え、42個の塔は現在もほぼ無傷でそびえ立っている。

## 由来
川（رودخانه, ルードハーネ）が側にあるため、ルードハン城と名付けられた。ヘザール・ペッレ城 (一千階段城、قلعه هزارپله)、ヘサーミ城 (قلعه حسامی)、それにサグサール城 (قلعه سگسار)とも呼ばれる。

## ギャラリー

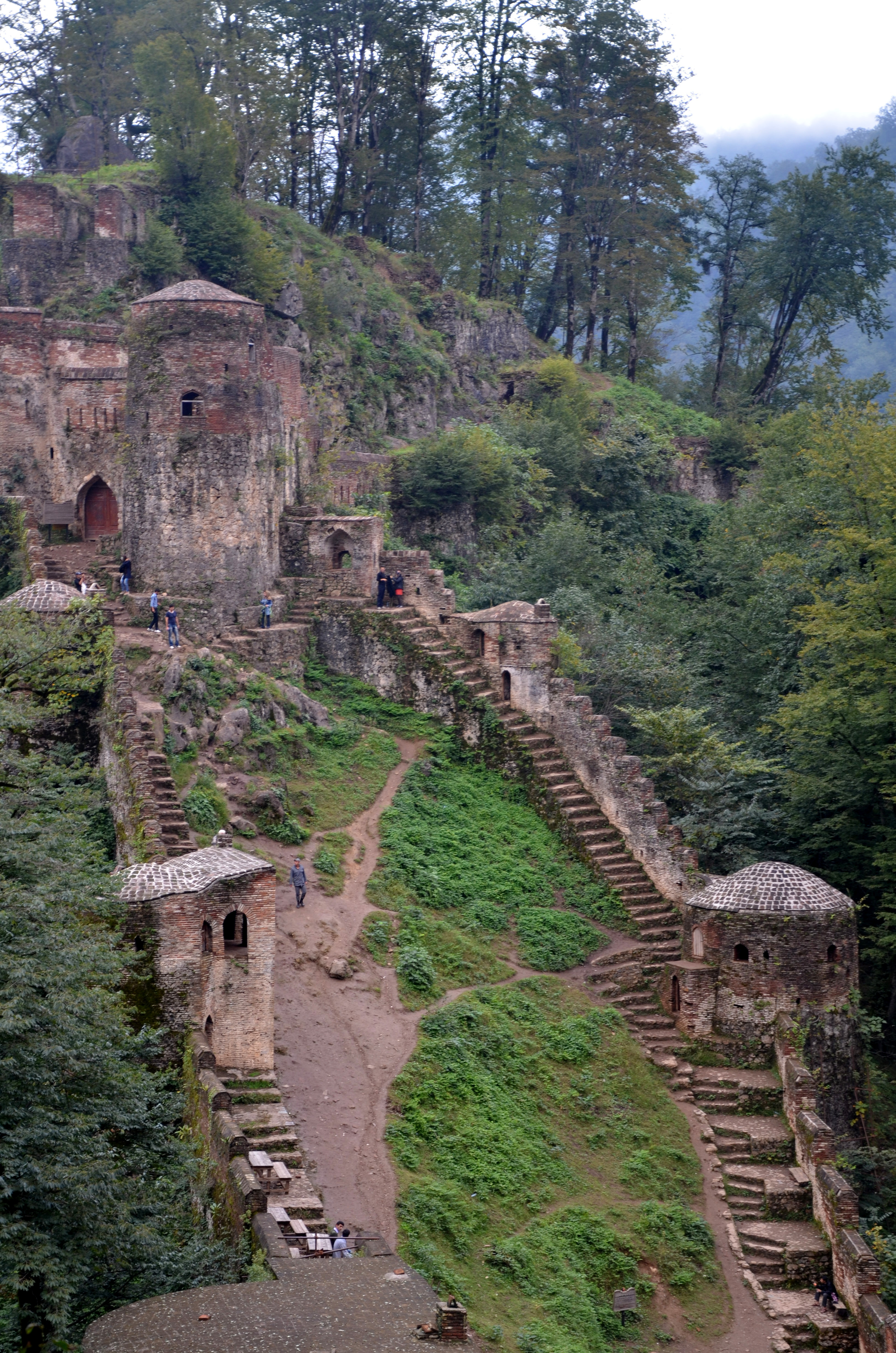
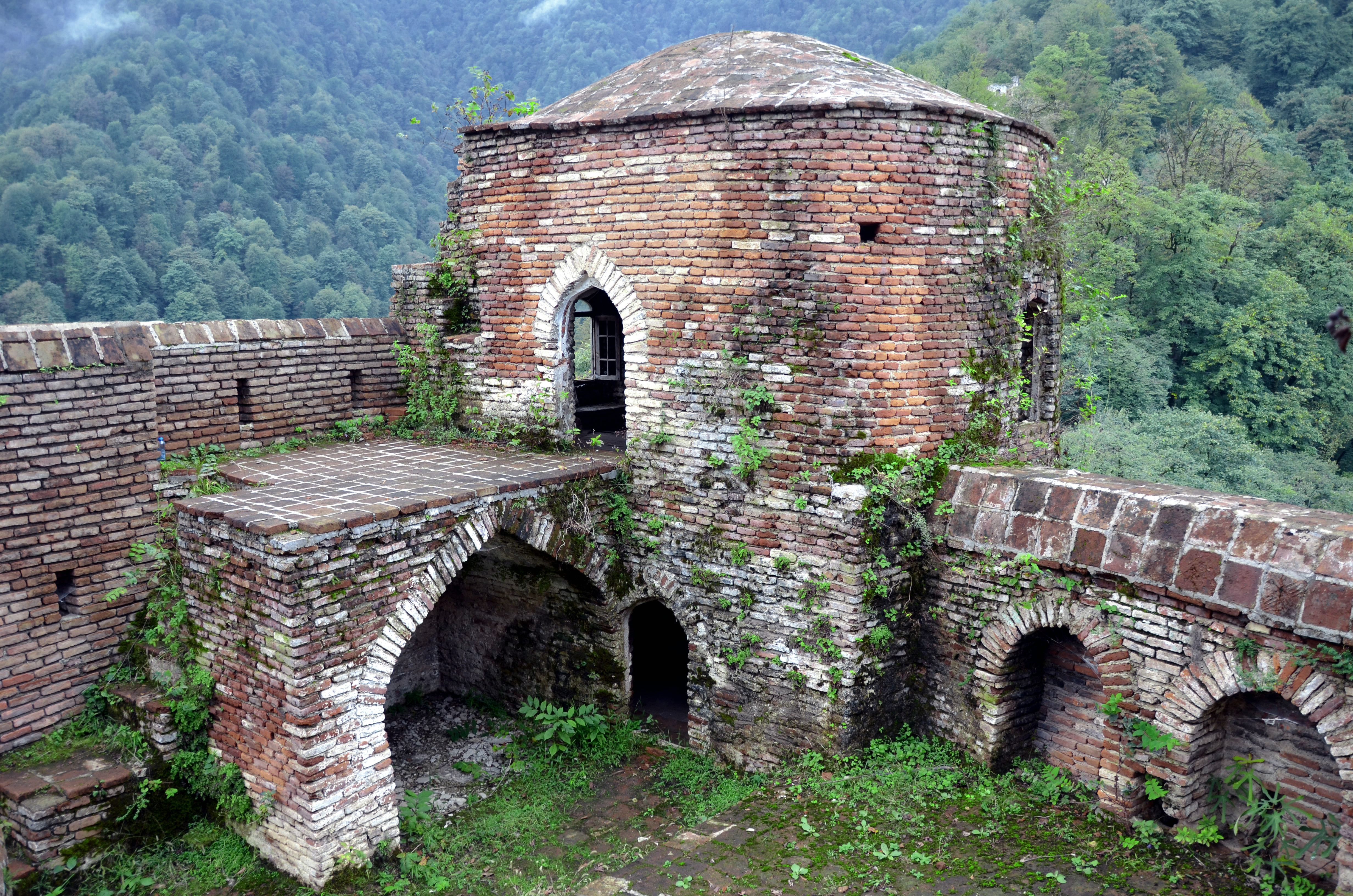
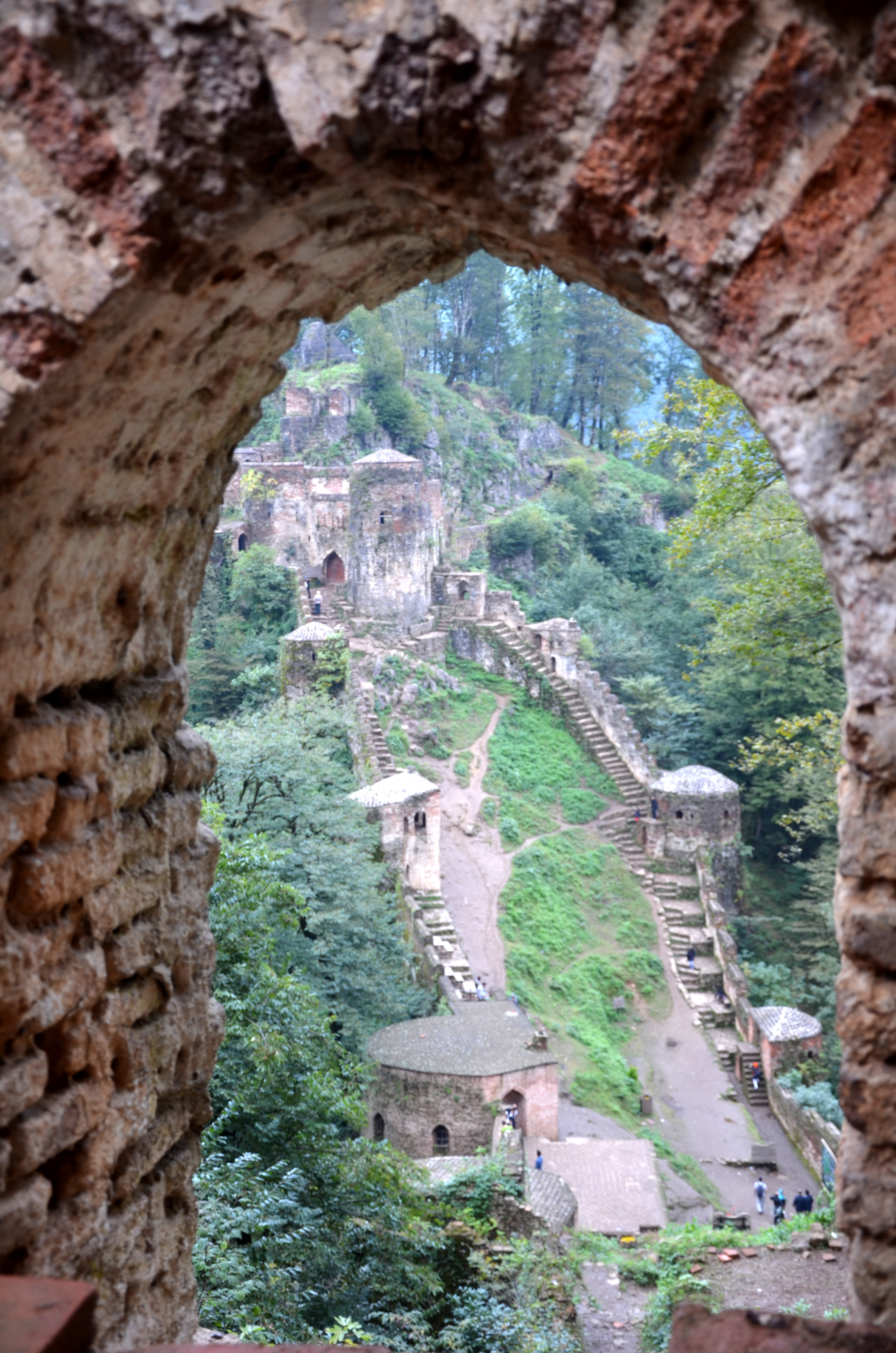
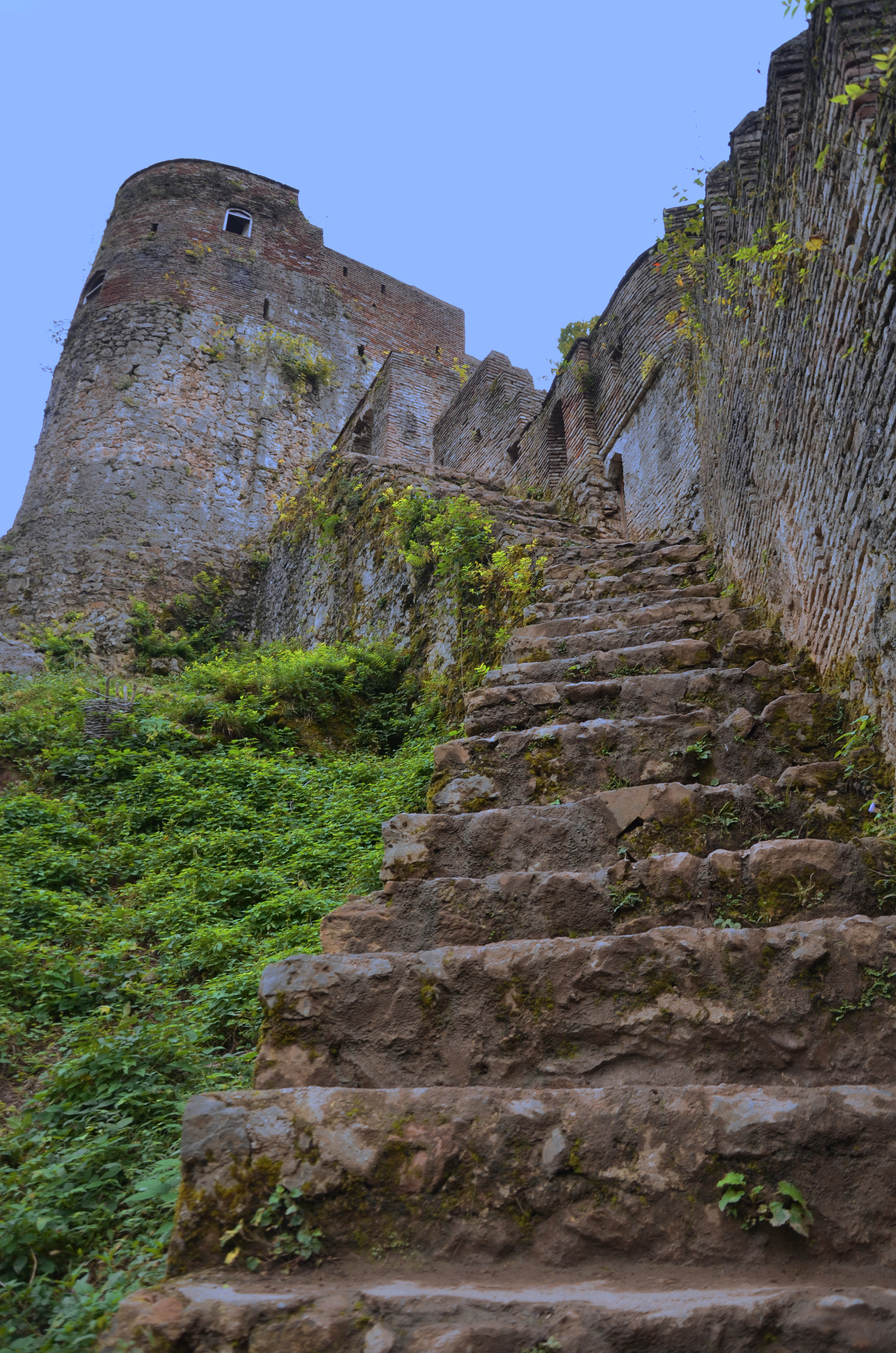
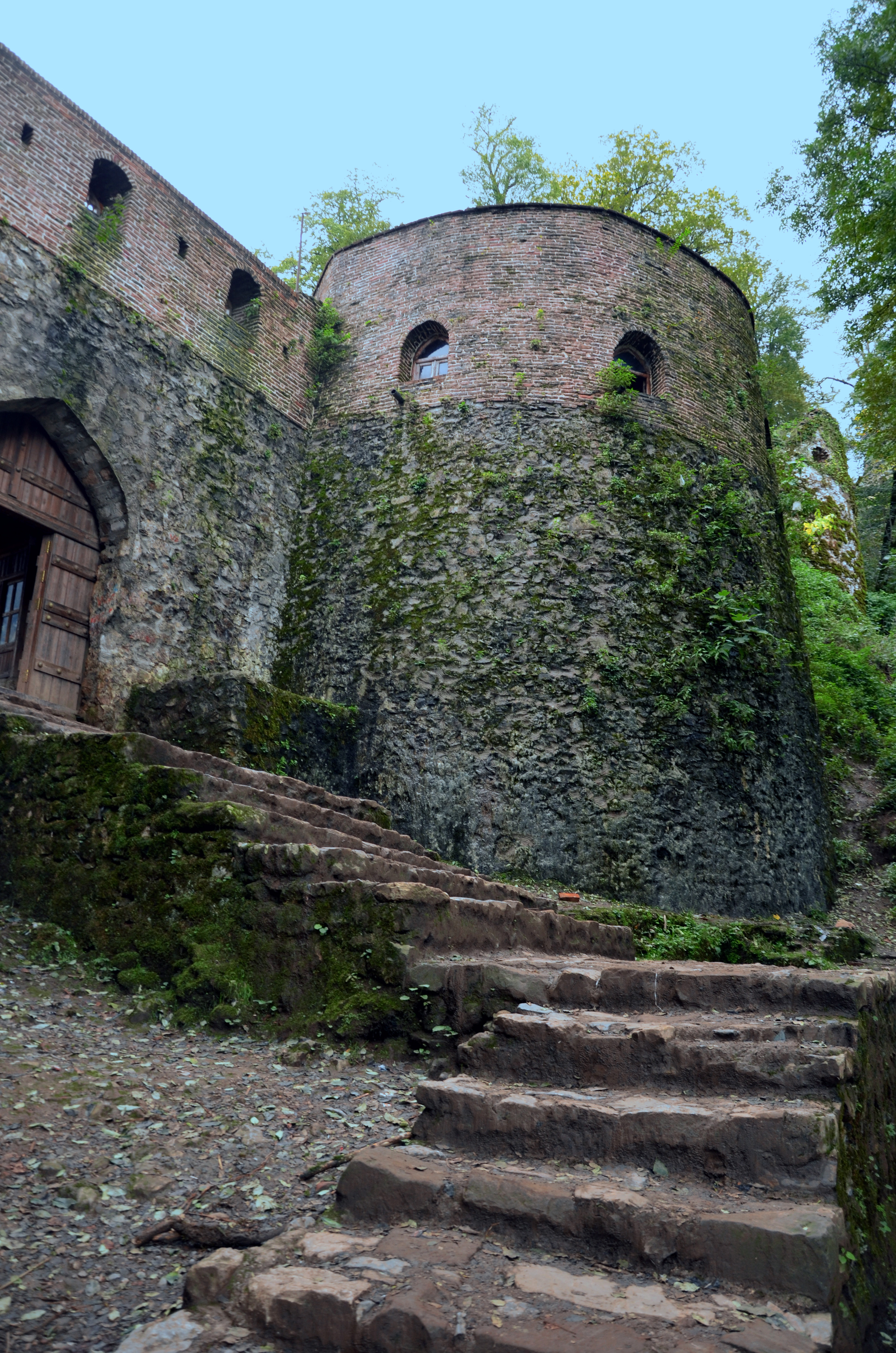
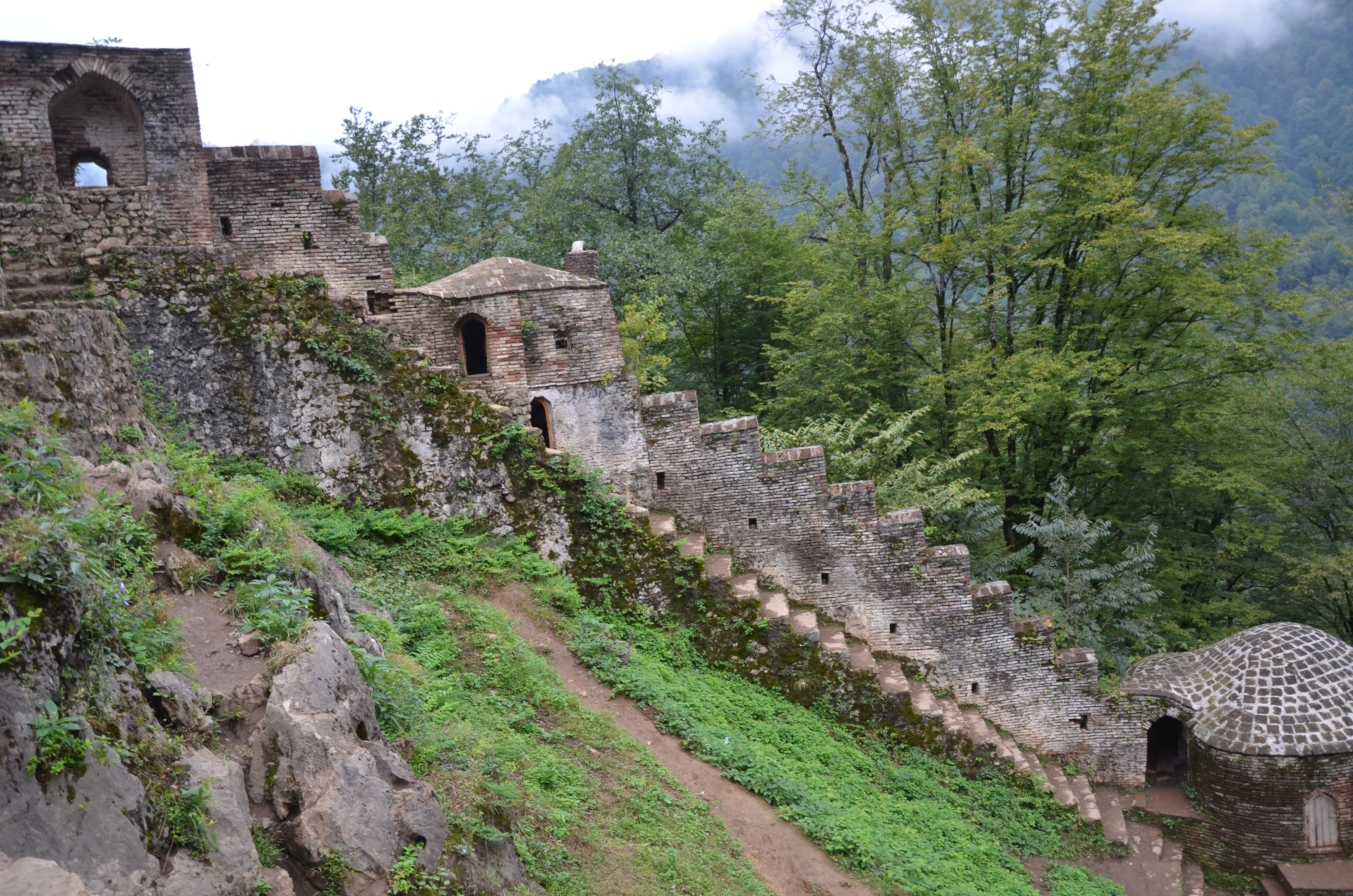
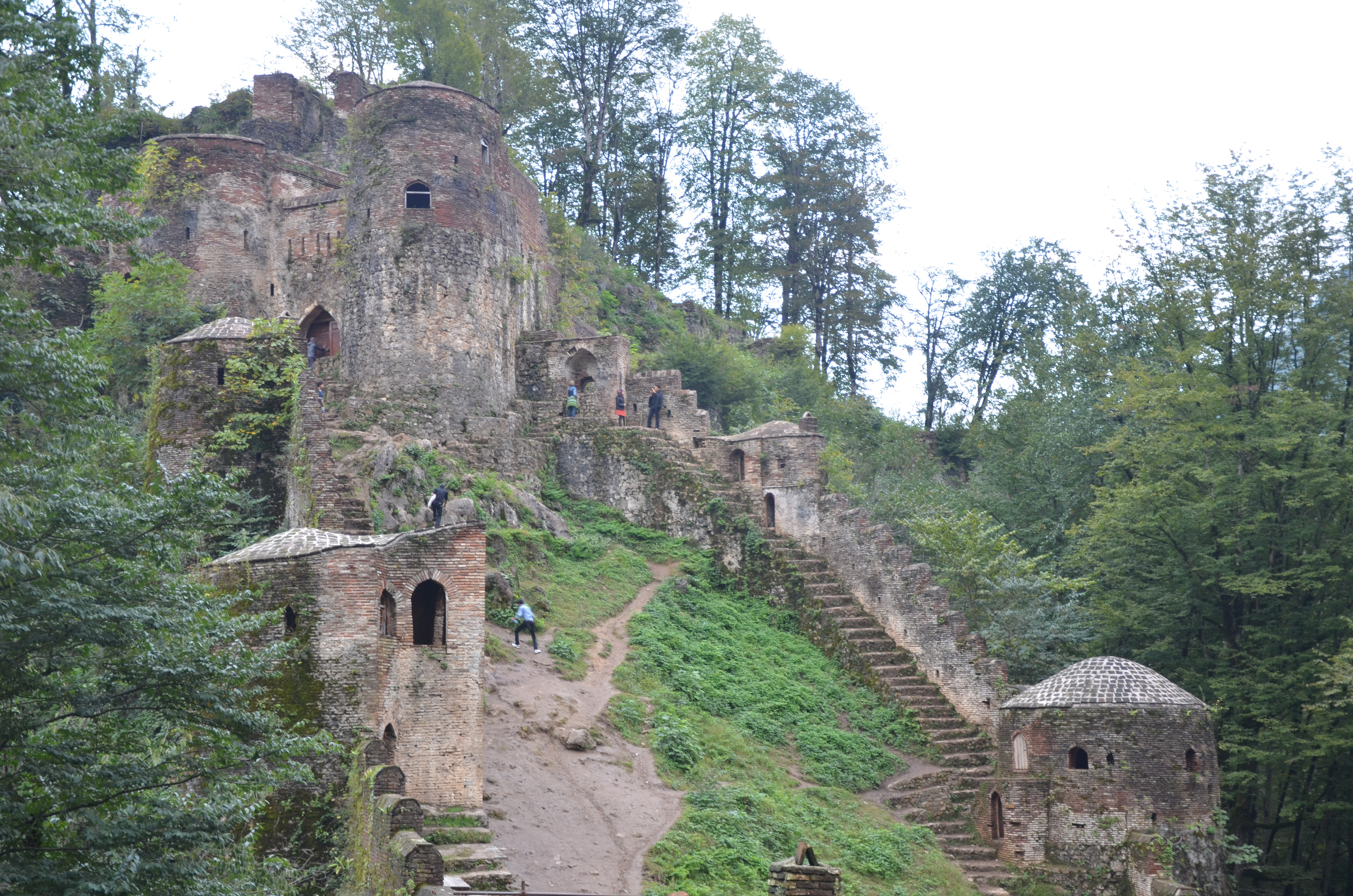
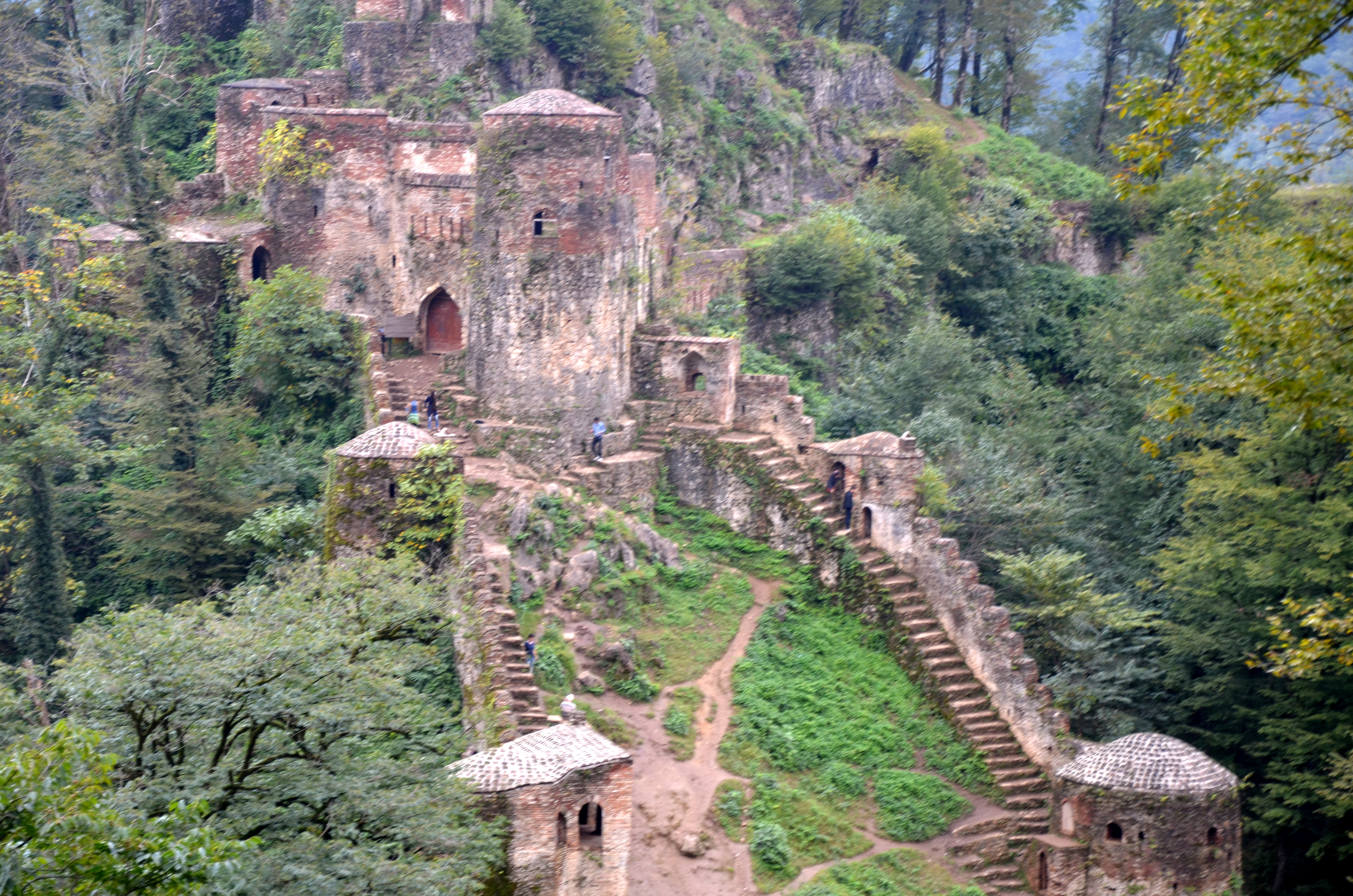
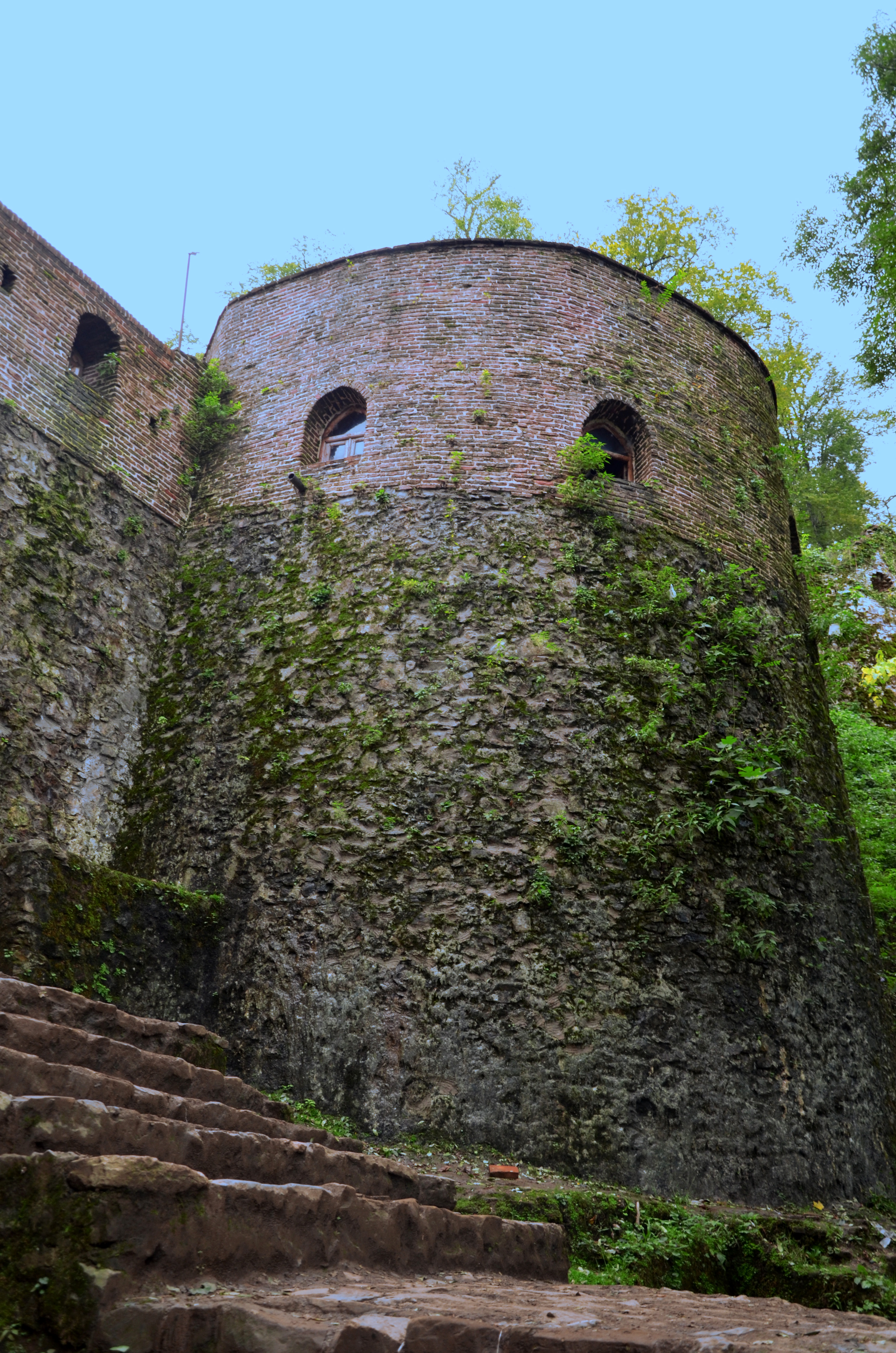
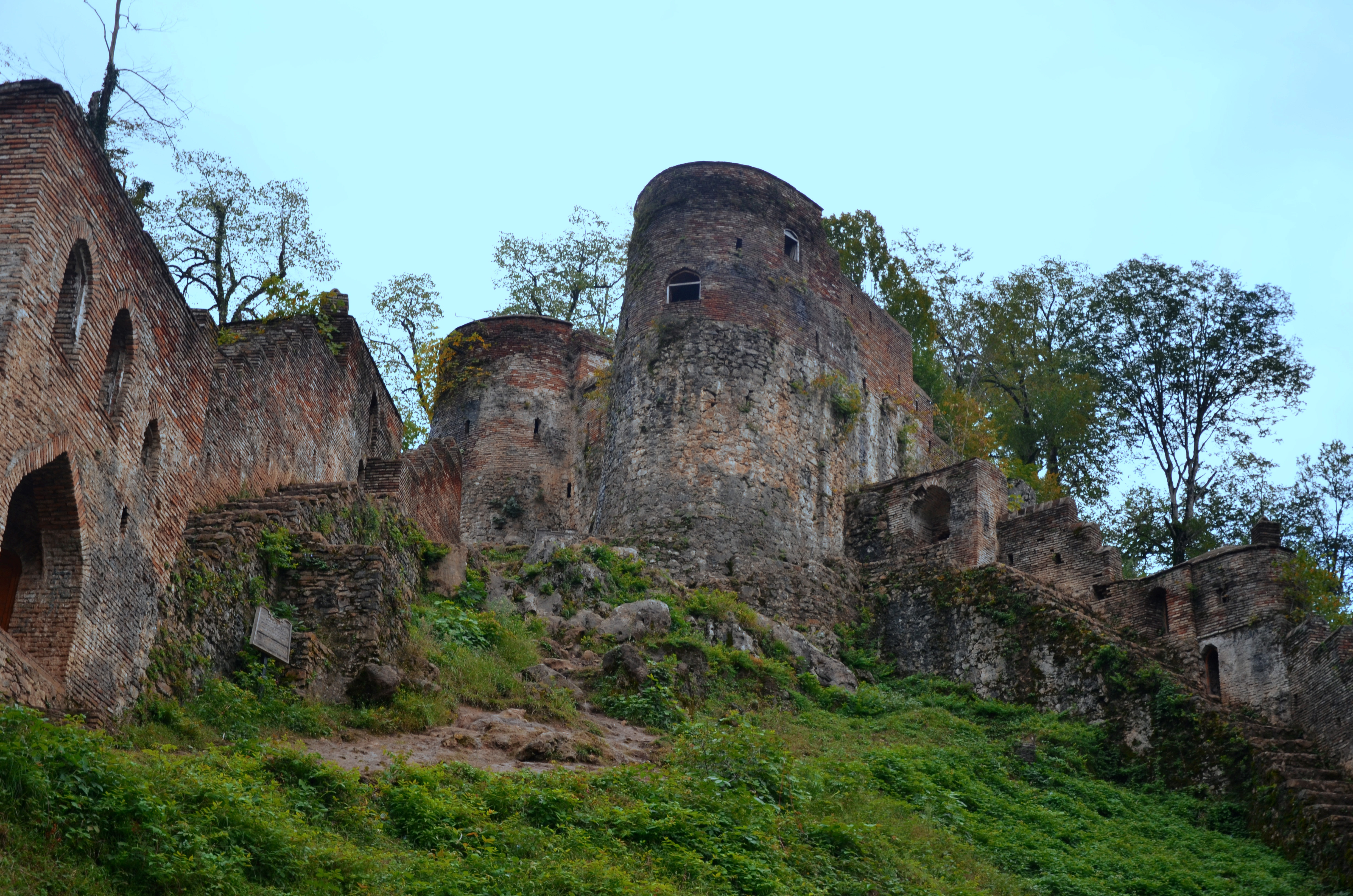
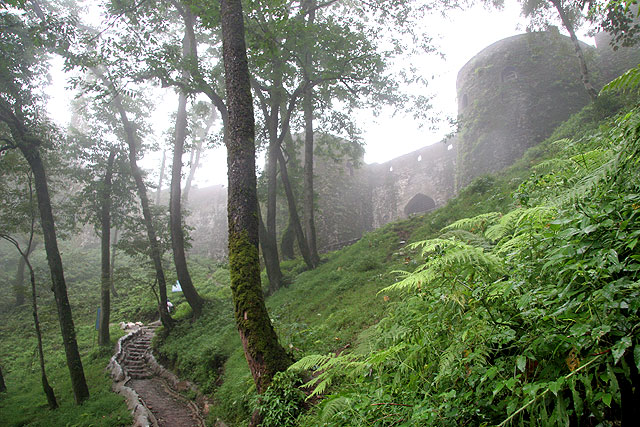
ルードハン城正門への道
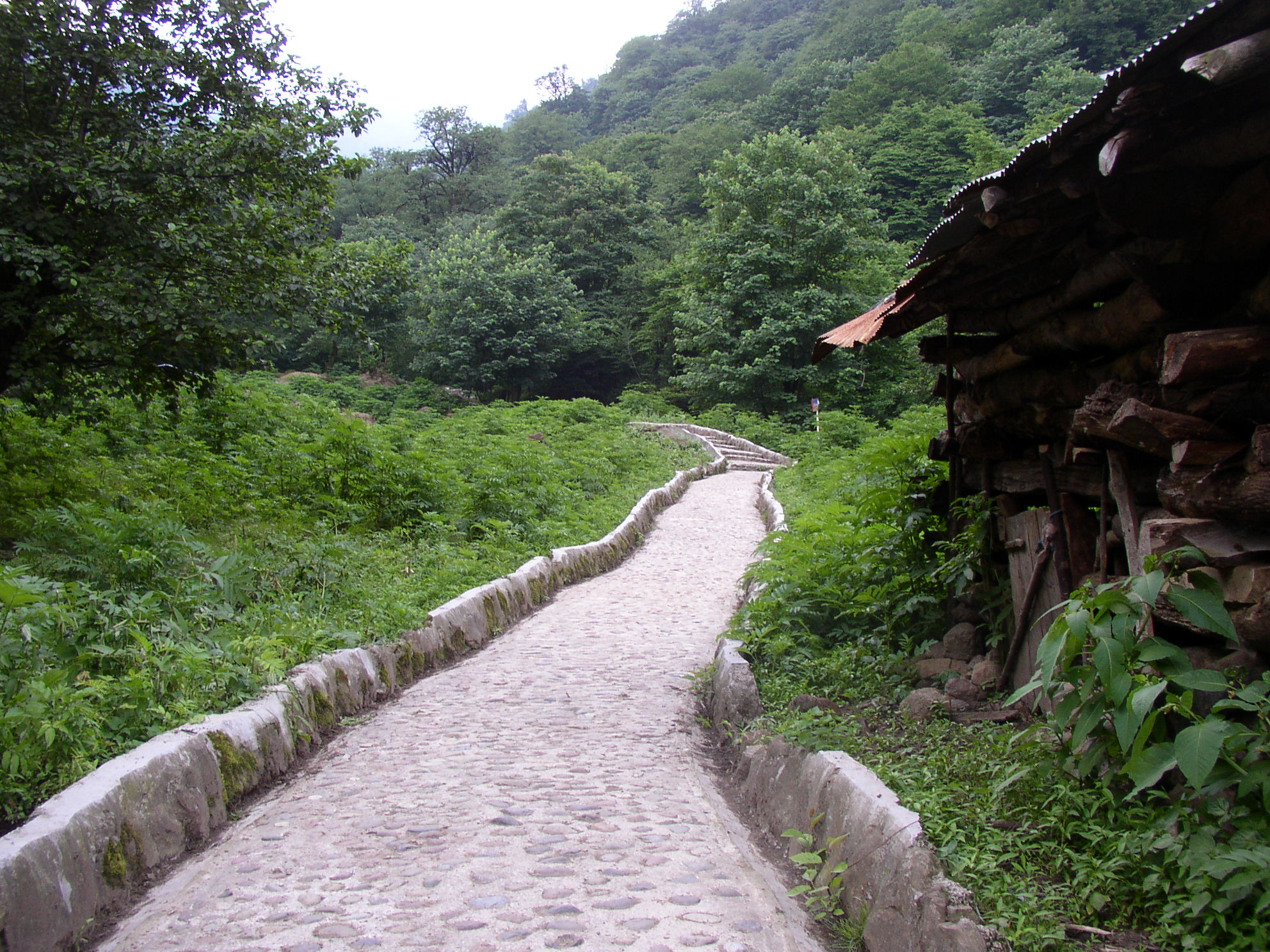
ルードハン城に続く森林公園（پارک جنگلی, パルケジャンギャリー）